# Добравлє (Сежана)
Добравлє (словен. Dobravlje) — поселення в общині Сежана, Регіон Обално-крашка, Словенія. Висота над рівнем моря: 324,7 м.